# Salvan (Szwajcaria)
Salvan (hist. Scharwang) – miejscowość i gmina (commune) w południowej Szwajcarii, w kantonie Valais, w okręgu (district) Saint-Maurice. Leży nad rzeką Trient.

## Geografia
Na terenie gminy leży większa część jeziora Lac d’Émosson.

## Demografia
W Salvan mieszka 1440 osób. W 2021 roku 10,4% populacji gminy stanowiły osoby urodzone poza Szwajcarią. 